# Medidas y acuerdos sanitarios y fitosanitarios
Las medidas sanitarias y fitosanitarias ( MSF ) son medidas para proteger a los seres humanos, los animales y las plantas de potenciales enfermedades, plagas o contaminantes.

## Descripción general
El Acuerdo sobre la Aplicación de Medidas Sanitarias y Fitosanitarias es uno de los documentos finales aprobados al concluir la Ronda Uruguay de Negociaciones Comerciales Multilaterales. Se aplica a todas las medidas sanitarias (relacionadas con los animales) y fitosanitarias (relacionadas con las plantas) (MSF) que puedan tener un impacto directo o indirecto en el comercio global. El acuerdo SFS incluye una serie de entendimientos (disciplinas comerciales) sobre cómo los países establecerán y utilizarán las medidas sanitarias y fitosanitarias cuando establezcan, revisen o apliquen sus leyes y reglamentos nacionales.
Los países acuerdan basar sus estándares sanitarios y fitosanitarios en la ciencia y, como guía para sus acciones, el acuerdo alienta a los países a utilizar los estándares establecidos por las organizaciones internacionales. El acuerdo MSF busca garantizar que dichas medidas no discriminen arbitraria o injustificadamente contra el comercio de algunos otros miembros ni se utilicen para disfrazar restricciones comerciales. En este acuerdo MSF, los países mantienen el derecho soberano de brindar el nivel de protección de salud que consideren apropiado, pero acuerdan que este derecho no se utilizará indebidamente con fines proteccionistas ni dará lugar a barreras comerciales innecesarias. Se aplica una regla de equivalencia en lugar de igualdad al uso de medidas sanitarias y fitosanitarias.
La clasificación de 2012 de medidas no arancelarias (MNA), distintas de las aranceles aduaneros cotidianos, desarrollada por el Equipo de apoyo multi institucional (MAST), un grupo de trabajo de ocho organizaciones internacionales, clasifica las medidas sanitarias y fitosanitarias como uno de los 16 capítulos de medidas no arancelarias (MNA). En esta clasificación, las medidas sanitarias y fitosanitarias se clasifican en el capítulo A y se definen como "Medidas que se aplican para proteger la vida humana o animal de los riesgos derivados de los aditivos, contaminantes, toxinas u organismos patógenos en sus alimentos; para proteger la vida humana de las enfermedades transmitidas por animales; para proteger la vida animal o vegetal de plagas, enfermedades u organismos causantes de enfermedades; para prevenir o limitar otros daños a un país por la entrada, radicación o propagación de plagas; y para proteger la biodiversidad ".
Ejemplos de MSF son los límites de tolerancia establecidos para residuos, el uso restringido de sustancias, los requisitos de etiquetado relacionados con la seguridad alimentaria, los requisitos de higiene y los requisitos de cuarentena.